# Rogowskispule
Die Rogowskispule ist eine toroidförmige Luftspule, das heißt, sie hat keinen ferromagnetischen Kern. Sie ist unter anderem Bestandteil einiger elektrotechnischer Messgeräte zur Messung von Wechselstrom. Eine Messung von Gleichstrom ist mit der Rogowskispule nicht möglich. Von Mischstrom, also Wechselstrom mit einem Gleichstromanteil, erfasst sie nur den Wechselstromanteil.
Erste Arbeiten und Beschreibungen zu einem ähnlichen Aufbau zum Messen von Magnetfeldern stammen von Arthur Prince Chattock aus dem Jahre 1887. Die Anwendung zum Messen von Wechselströmen und der Name der Spule gehen auf Walter Rogowski aus dem Jahr 1912 zurück.

## Grundlagen

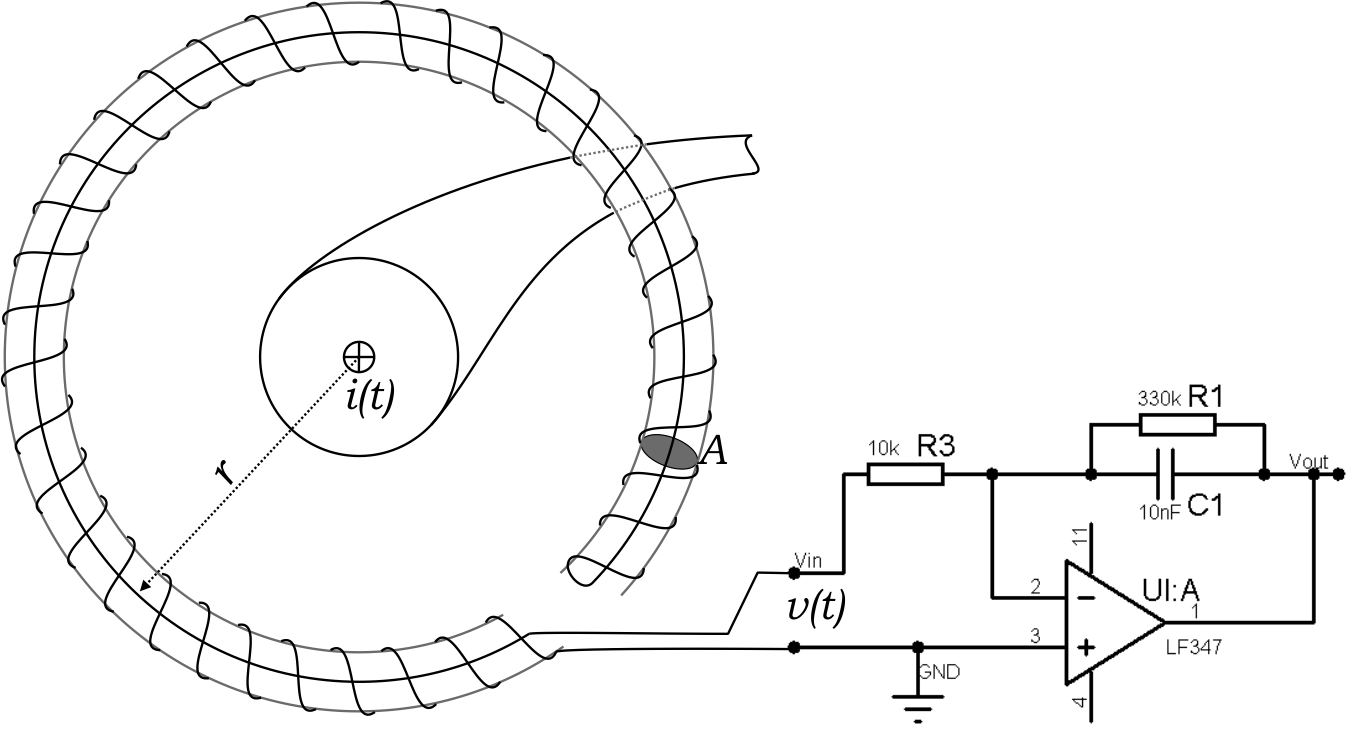
Aufbau einer Rogowskispule mit stromdurchflossenem Leiter

Die Rogowskispule ist eine toroidförmige Luftspule, deren Wickeldraht möglichst gleichmäßig auf dem Umfang verteilt ist. Die Anschlussdrähte der Wicklung werden nah beieinander nach draußen geführt. Im nebenstehenden Bild wurde die Spule als offener Kreisbogen realisiert, um das Einfädeln der zu messenden Leitung zu vermeiden. Der zweite Anschluss der Spule ist magnetisch neutral im Inneren des Toroides zum anderen Ende zurückgeführt. Zur Verringerung der Messungenauigkeit lässt sich der Wickeldraht stattdessen über fortgesetztes Wickeln so zurückführen, dass sich die Gesamtzahl der Wicklungen jeweils hälftig auf die Hin- und Rückrichtung verteilt und die Wickelrichtung beibehalten wird.
Um mit der Rogowski-Spule einen Strom i(t) in einem durch sie hindurchgeführten Leiter zu messen (siehe Bild), wird sie um den Leiter gelegt – beispielsweise eine Kabelader oder eine Stromschiene. Der durch den Leiter fließende Wechselstrom erzeugt ein veränderliches Magnetfeld, welches in der Rogowskispule eine Spannung u(t) induziert.
Die Spannung u(t) wird hochohmig gemessen, sodass der Strom in der Rogowskispule nahezu null ist. Unter dieser Bedingung gilt folgender Zusammenhang:
{\displaystyle u=M\cdot {\frac {\mathrm {d} i}{\mathrm {d} t}}=M\cdot i^{\prime }(t)}
mit

u – von der Rogowskispule abgegebene Spannung

i – im durchgesteckten Leiter fließender Strom

M – Gegeninduktivität der Rogowskispule.
Sie lässt sich folgendermaßen berechnen:
{\displaystyle M={\frac {\mu _{0}\cdot N\cdot A}{l_{\mathrm {m} }}}} 
mit μ0 – magnetische Feldkonstante

N – Windungszahl

A – Querschnittsfläche der Rogowskispule

lm – mittlere Feldlinienlänge im Ring.

## Messwandler
Bemerkenswerterweise ergibt sich aus obigen Annahmen und Formeln, dass die Messung weder eine kreisförmig um den Leiter gelegte Toroidspule erfordert noch eine bestimmte Lage der Rogowskispule im Bezug auf den Leiter.
Es werden flexible Rogowskispulen angeboten, die sich mittels Steckverbindung um den Leiter legen lassen. Die Spulen sind  gegenüber elektrischen Feldern abgeschirmt, wobei der Schirm keine geschlossene Windung bilden darf. Aufgrund fehlender magnetischer Sättigungseffekte sowie nicht möglicher Aufmagnetisierung sind Rogowski-Messsensoren frei von Nichtlinearitäten und offset-Problemen. Es können sehr hohe Ströme und hohe Frequenzanteile gemessen werden.
Um den Leiterstrom i zu messen, muss das Zeitintegral der Spannung u der Spule gebildet werden. So erhält man eine dem Strom i proportionale Größe. Das Zeitintegral wird beispielsweise analogrechentechnisch mit einem Integrator (siehe Bild) gebildet. Die Ausgangsspannung wird gemessen bzw. oszillografisch angezeigt. Es muss zu jedem Sensor (Rogowskispule + Integrator) ein Kalibrierfaktor der Form Volt pro Ampere bekannt sein. Weitere Kenngrößen sind die untere und die obere Grenzfrequenz.
In der Schaltung im Bild ist ein Widerstand R1 vorhanden, der die untere Grenzfrequenz der Messanordnung bestimmt. Durch ihn wird der Anfangswert des Integrales stets langsam auf Null zurückgebracht. Ohne ihn wäre der Absolutwert der Ausgangsspannung undefiniert und ein Offset-Fehler des Operationsverstärkers führte zu einer sich stetig ändernden Ausgangsspannung, ohne dass ein Strom anliegt.
Bei sinusförmigem Strom bekannter Frequenz kann die Integration entfallen – die gemessene Spannung kann in Strom-Einheiten kalibriert werden, da sie lediglich um 90° Phasenwinkel voreilt. Die Phasenlage muss lediglich dann berücksichtigt werden, wenn anhand des gemessenen Stromes eine Leistungsmessung erfolgen soll – in diesem Fall muss die Phasenlage korrigiert werden, um ggf. Wirkleistung und Blindleistung getrennt erfassen zu können.

### Vor- und Nachteile
Ein Vorteil der Rogowskispule gegenüber anderen Strommessverfahren ist die Robustheit. Der zu messende Strom kann in einem weiten Bereich, sogar bis zur Höhe des Kurzschlussstromes liegen, ohne den Messumformer zu beschädigen. Nichtlineare Einflüsse eines Eisenkerns sind nicht vorhanden. Die magnetische Beeinflussung des Leiters entfällt bei Rogowskispulen; sie ist jedoch auch bei herkömmlichen Stromwandlern mit Eisenkern gering, da jene im sekundären Quasi-Kurzschluss betrieben werden.
Rogowskispulen können oft ohne Auftrennen des Stromkreises, das heißt, ohne Montagearbeiten einfach angelegt und wieder entfernt werden. Sie werden in vielen verschiedenen Baugrößen hergestellt, so dass von Messungen direkt an Bauteilen auf Leiterplatten bis hin zu Messungen an Stromschienen oder Maschinenteilen (Lagerströme) ein großer Anwendungsbereich möglich ist.
Rogowskispulen werden in verschiedenen Empfindlichkeiten für Ströme ab einigen Ampere bis zu einigen 100 kA gefertigt. Sie sind, je nach Baureihe und Empfindlichkeit, für Messungen von unter 1 Hertz (Hz) bis in den zweistelligen MHz-Bereich geeignet. Steile Stromanstiege, wie sie zum Beispiel in Umrichtern oder anderen leistungselektronischen Baugruppen auftreten, lassen sich damit gut erfassen. Auch für die Messung von Oberschwingungen und anderen höherfrequenten Störungen eignen sich Rogowskispulen.
Neben Baureihen mit direktem Spannungsausgang gibt es auch Ausführungen mit Umsetzer zur Messung des Effektivwertes. Damit können diese zum Beispiel direkt an 0–5 V- oder 4–20 mA-Eingänge einer speicherprogrammierbaren Steuerung angeschlossen werden.
Hohe Kurzschlussströme, wie sie beispielsweise in der elektrischen Energietechnik vorkommen, verursachen bei Rogowskispulen im Gegensatz zu Stromwandlern keine hohen Kräfte und Verluste. Hystereseeffekte und Dauer-Magnetisierung, wie sie bei Hallsonden auftreten, entfallen. Rogowskispulen bilden im Gegensatz zu Stromwandlern keine Gefahr für das Bedienpersonal und werden nicht zerstört, wenn sie unbeschaltet sind.
Sie benötigen jedoch zur Strommessung Hilfseinrichtungen wie Verstärker und die Stromversorgung des Verstärkers. Herkömmliche Stromwandler dagegen können aufgrund des das Magnetfeld bündelnden Kernes (im Rahmen ihrer Nennbürde) erhebliche Leistungen abgeben, die ausreichen, um Messwerke und Überstrom-Auslöseeinrichtungen direkt zu betreiben.
Ein weiterer Nachteil ist die Lageabhängigkeit der Messungenauigkeit. Für eine ideale, d. h. homogene Spule ist die Lage des umschlossenen Leiters irrelevant. Bei realen Rogowskispulen existieren jedoch Inhomogenitäten (Öffnung zum Einfädeln, variierende Windungsabstände), wo das Magnetfeld zu viel oder zu wenig Spannung induziert. Ist der Leiter in Mittelposition, heben sich die Fehler bei idealer Ringform der Spule zwar auf, Mittenabweichungen führen jedoch zu Fehlern: Liegt der Leiter bei einer Messung in der Nähe der Öffnung, ist der Messwert kleiner, liegt er hingegen bei einer dichter gewickelten Stelle, ist der Messwert größer als der tatsächliche Strom.